# Gustav Berg (fotbollsspelare)
Karl Gustav "Gurra" Berg, född 18 januari 1906 i Heds församling, död 23 juni 1990 i Hallstahammar, var en svensk fotbollsspelare.
Berg representerade på klubbnivå Hallstahammars SK, och spelade 1931 en A-landskamp för Sverige.